# Indirekt eld
Indirekt eld är användandet av artilleri för att beskjuta mål som inte går att se från den plats där pjäsen står. Projektilen skjuts i en båge över stora avstånd och/eller blockerande terräng och föremål. Vanligtvis observerar en eldledare målet och förmedlar dess koordinater till skytten/besättningen på artilleripjäsen. Vapnet ställs sedan in vertikalt och horisontellt baserat på matematiska beräkningar för målets position och projektilens vikt och hastighet. Eldledaren kan observera hur elden träffar i förhållande till målet och korrigera i längd- och sidled.
Indirekt eld skjuts oftast med granatkastare, kanon, haubits eller raketartilleri.
Indirekt eld står i motsats till direkt eld, där skytt/pjäsbesättning skjuter mot ett mål som man kan se.
Under första delen av den indirekta artillerieldens historia utfördes inställningen av pjäserna med hjälp av förberedda tabeller som förutom fiendens position tog hänsyn till vindhastigheten. Dessa tabeller gjorde att artilleristerna inte behövde göra sina egna matematiska kalkyler för att ställa in sina pjäser. Att ta fram sådana tabeller var en mycket krävande uppgift. De första datorerna utvecklades bland annat för att automatisera framtagandet av tabeller för indirekt eld.